# Paco Cano
Pour les articles homonymes, voir Canito et Cano.
Paco Cano, aussi connu comme Canito, né Francisco Cano Lorenza le 18 décembre 1912 à Alicante et mort le 27 juillet 2016 à Valence, est un photojournaliste espagnol.

## Biographie
Fils de Vicente Cano, Francisco Cano Lorenza naît le 18 décembre 1912 à Alicante.
Le 18 décembre 2012, il fête ses 100 ans.
Il meurt le 27 juillet 2016 à Valence, à l'âge de 103 ans